# Ty Isaf
Koordinaten: 51° 57′ 14,1″ N, 3° 11′ 31,2″ W
Das Cotswold Severn Tomb (CS) von Ty Isaf liegt im Norden des Brecon-Beacons-Nationalparks in Wales, nahe der A479 südlich von Talgarth zwischen zwei Betten, die der Rhiangoll Bach bildet. Oberflächig sichtbar sind nur einige der größeren Platten der Kammern und der Mauern sowie die rückseitig gelegene Steinkiste. Die Anlage gehört zu den zehn Anlagen, die zum „Breconshire type“ zusammengefasst werden, da sie Merkmale aufweisen, die sie von den übrigen Cotswold Severn tombs unterscheiden.

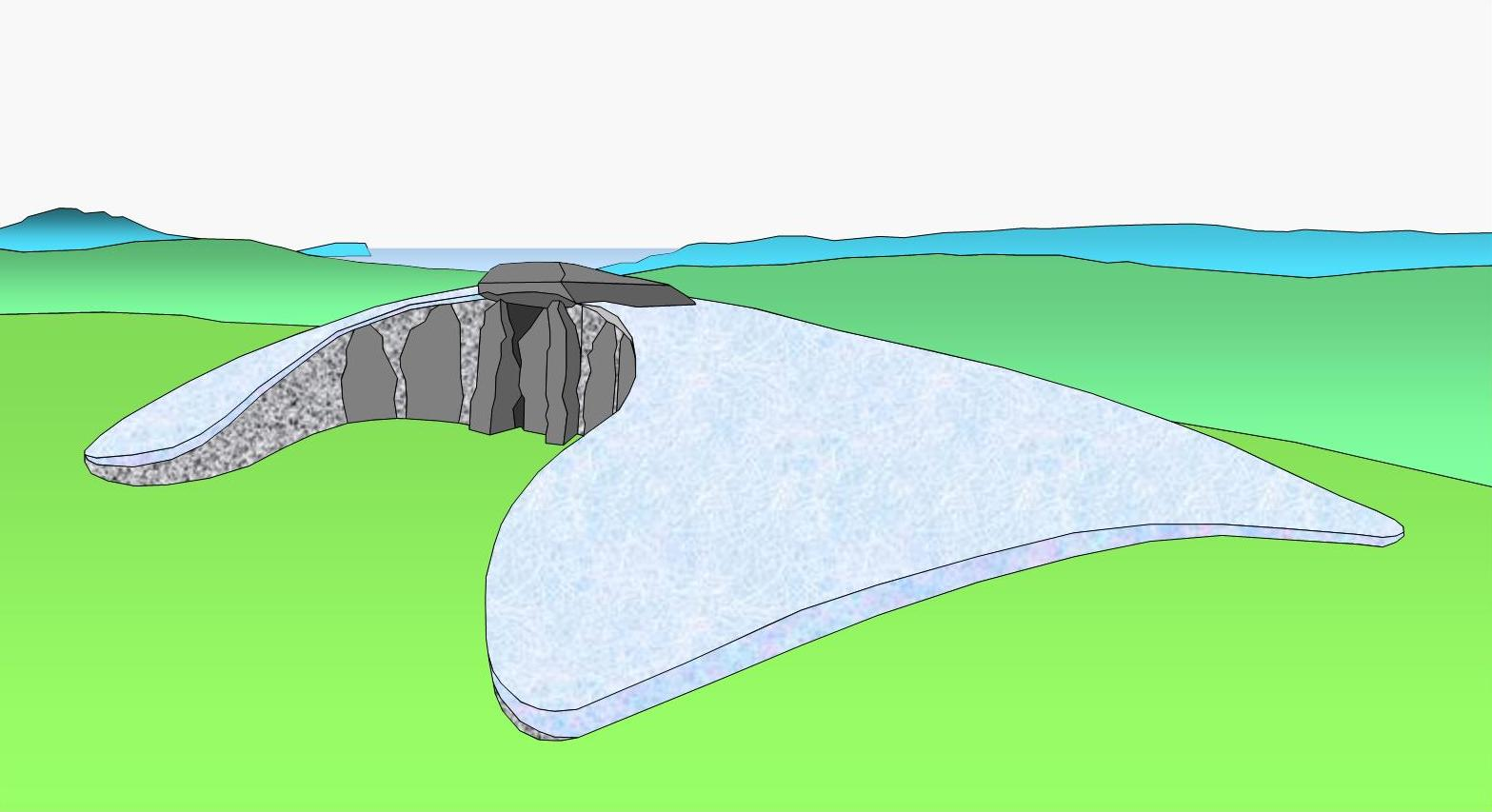
Schema Cotswold Severn Tomb

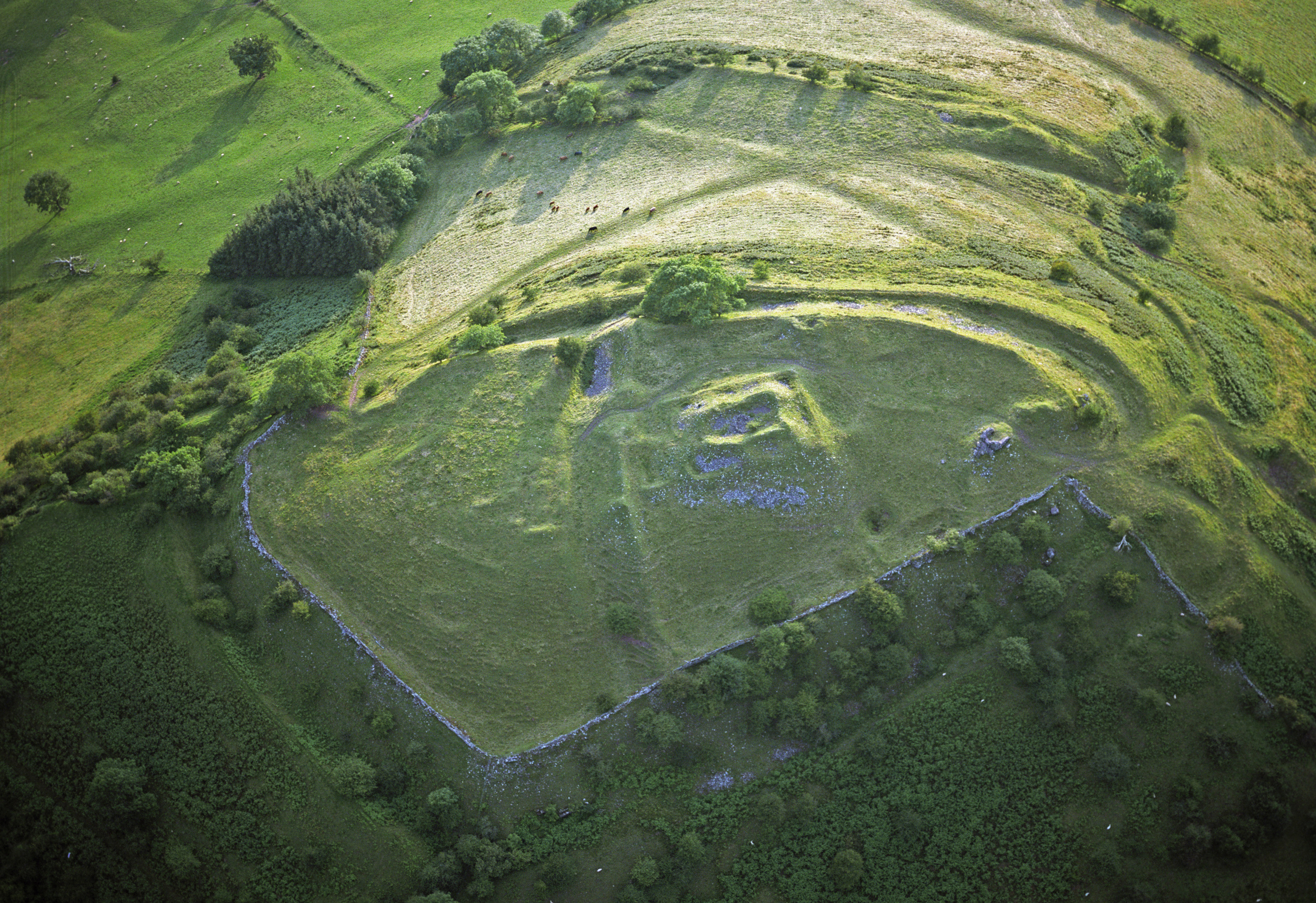
Castell Dinas

Der Hügel wurde 1938/39 ausgegraben. Eine Scheintür (englisch false entrance) wurde an der im Norden liegenden Fassade gefunden. Zwei Kammern mit Gängen führen seitlich von Westen bzw. Osten in den trapezförmigen Hügel. Die westliche Kammer enthielt die Überreste von mindestens 17 Menschen, blattförmige Pfeilspitzen, ein vollständiges Steinbeil, eine Knochennadel und Tonware. Diese Kammer wurde von den Glockenbecherleuten nachgenutzt. Die östliche Kammer enthielt die Überreste einer Person. Zwei weitere Begräbnisse, Tonware und eine kleine grüne Sandsteinplatte wurden im Gang gefunden. 
Die Ausgrabung offenbarte im hinteren Teil des Hügels eine separate Struktur. Einen von einer doppelten Mauern umgebenen ovalen Hügel, der eine große kreuzförmige Kammer enthielt. Die Mittelkammer ist beidseitig mit Nebenkammern (rechts eine kleine, links eine etwa doppelt so große) versehen. Diese enthielt die Überreste von neun Menschen und Tonware. Unmittelbar südlich des Cairns liegt eine beschädigte Steinkiste, die eingeäscherter Knochen und eine bronzezeitliche Urne enthielt. Die gefundenen Tierknochenreste stammen von Rindern, Schafen oder Ziegen, Schweinen und Hunden. 
Während der Ausgräber William Francis Grimes annahm, dass es sich um eine einphasige Anlage handelt, hält John Xavier Corcoran den Cairn für eine mehrphasige Anlage. Das bauliche Konzept der Kammern entspricht der Anlage von Capel Garmon, nicht jedoch die ovale Hügelform.
In der Nähe liegt auch das Castell Dinas. 